# (10866) Peru
(10866) Peru es un asteroide perteneciente al cinturón de asteroides descubierto por Eric Walter Elst el 14 de julio de 1996 desde el Observatorio de La Silla, Chile.

## Designación y nombre
Peru fue designado al principio como 1996 NB4.
Más adelante, en 2001, se nombró por el Perú, un país de América.

## Características orbitales
Peru orbita a una distancia media de 2,431 ua del Sol, pudiendo alejarse hasta 2,731 ua y acercarse hasta 2,131 ua. Tiene una excentricidad de 0,1233 y una inclinación orbital de 2,477 grados. Emplea 1384 días en completar una órbita alrededor del Sol. El movimiento de Perú sobre el fondo estelar es de 0,26 grados por día.

## Características físicas
La magnitud absoluta de Perú es 14,7.